# Стэндинг-Рок
Стэндинг-Рок (англ. Standing Rock Indian Reservation, лакота Íŋyaŋ Woslál Háŋ) — индейская резервация, расположенная в Северной и Южной Дакоте.

## География
Стэндинг-Рок — шестая по площади индейская резервация в США. Её общая площадь составляет 9 486,077 км2 из них 9 242,111 км2 приходится на сушу и 243,966 км2 — на воду. Территория резервации охватывает округа Су в Северной Дакоте и Корсон в Южной Дакоте. Кроме того, Стэндинг-Рок включает часть округов Дьюи и Зибак в Южной Дакоте.

## Демография
В октябре 1876 года население резервации составляло 2 266 человек. Из них:
- Нижние янктонаи — 794 чел.
- Сихасапа — 492 чел.
- Верхние янктонаи — 469 чел.
- Хункпапа — 418 чел.
- Метисы — 93 чел.

Население резервации в 2010 году составляло 8 217 человек.
Согласно федеральной переписи населения 2020 года в резервации проживало 7 819 человек, насчитывалось 2 319 домашних хозяйств и 2 648 жилых домов. Средний доход на одно домашнее хозяйство в индейской резервации составлял 40 125 долларов США. Около 36,8 % всего населения находились за чертой бедности, в том числе 48,7 % тех, кому ещё не исполнилось 18 лет, и 18,3 % старше 65 лет.
Расовый состав распределился следующим образом: белые — 1 372 чел., афроамериканцы — 9 чел., коренные американцы (индейцы США) — 6 069 чел., азиаты — 22 чел., океанийцы — 0 чел., представители других рас — 12 чел., представители двух или более рас — 335 человек; испаноязычные или латиноамериканцы любой расы составили 111 человек. Плотность населения составляла 0,82 чел./км2.